# Essingeøerne
Essingeøerne (svensk: Essingeöarna) er en øgruppe bestående af to øer, Stora Essingen og Lilla Essingen, i Mälaren sydvest for Kungsholmen i Stockholm. På ældre kort hedder øgruppen Stora Hessingen og Lilla Hessingen.
Øerne var før 1916 en del af Bromma socken men blev da indlemmet i Stockholms kommun. De var stadig en el af Bromma sogn til 1955. Øerne fik broforbindelse med Kungsholmen i 1907 og med hinanden i 1917. 1966 åbnede Essingeleden over øerne. Alviksbron (en gang-, cykel- og sporvognsbro) blev taget i brug i år 2000.